# Naim Krieziu
Naim Krieziu (* 4. Januar 1918 in Đakovica, Königreich Serbien, heute Kosovo; † 20. März 2010 in Rom, Italien) war ein albanischer Fußballspieler, der auf der Position eines Flügelstürmers spielte.

## Leben
Naim Krieziu begann seine Karriere beim SK Tirana; hier spielte er, bis er zur Saison 1939/40 zur AS Rom in die italienische Serie A wechselte. Ab seiner zweiten Saison in Rom kam er regelmäßig zum Einsatz. 1941/42 gehörte Krieziu zur Stammformation der Roma, die unter Alfréd Schaffer den ersten Meistertitel der Vereinsgeschichte holte.
Zur Saison 1947/48 wechselte Krieziu zum Ligakonkurrenten SSC Neapel hier schaffte der Albaner auf Anhieb den Sprung in die Stammformation. In seiner ersten Saison für die Neapolitaner stieg der Verein in die Serie B ab. Hier verblieb man zwei Spielzeiten, ehe man zur Saison 1950/51 wieder in die höchste Spielklasse zurückkehren konnte. Dort konnte sich die SSC Neapel in der Folge behaupten. Zur Saison 1953/54 wechselte Krieziu zum Viertligisten FC Turris nach Torre del Greco, wo er am Ende der Saison seine Karriere beendete. Nach dem Ende seiner Karriere fungierte der Albaner als Assistenzcoach bei seinem Ex-Verein AS Rom, ehe er für zwei Spielzeiten Chefcoach beim Viertligisten Almas Roma wurde.
Krieziu starb im Alter von 92 Jahren und war der letzte lebende Spieler der berühmten Scudetto des AS Rom. Am Tag seines Todes spielte der AS Rom das Meisterschaftsspiel gegen Udinese mit Trauerflor.

## Erfolge
- Italienischer Meister: 1941/42